# Bande de Caprivi
Pour les articles homonymes, voir Caprivi.
La bande de Caprivi, en anglais Caprivi Strip, en allemand Caprivizipfel, anciennement Itenge, est un corridor long de 450 kilomètres et large de 30 kilomètres, situé en Namibie et partagé entre les régions du Zambezi (auparavant région de Caprivi) dans sa totalité et de la partie orientale du Kavango East. Il fut nommé en l'honneur du chancelier allemand Leo von Caprivi.

## Histoire

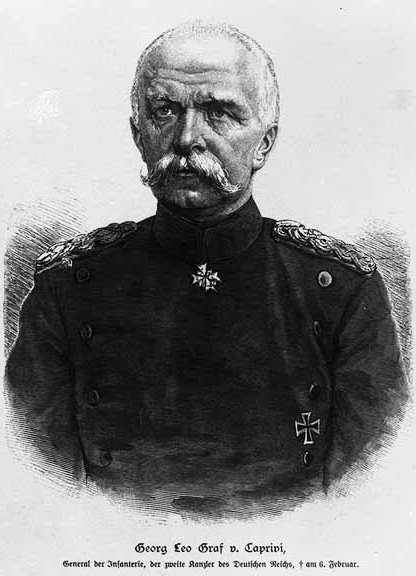
Le chancelier allemand Leo von Caprivi.

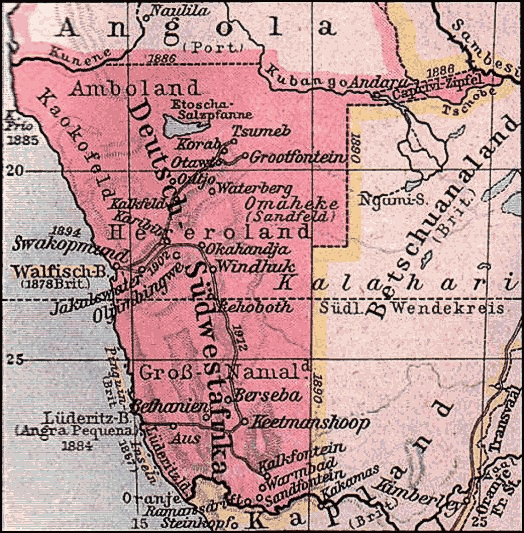
Carte de la colonie allemande du Sud-Ouest africain en 1904 montrant la bande de Caprivi (Caprivi Zipfel).

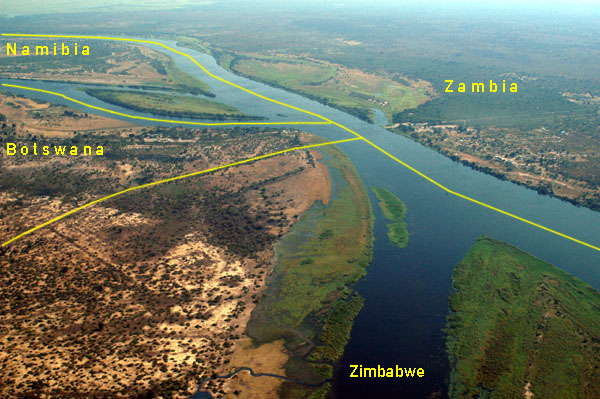
En haut à gauche, l'extrémité orientale de la bande de Caprivi (et de la Namibie), à la confluence entre le Kwando et le Zambèze.

La bande de Caprivi est créée lors du traité Heligoland-Zanzibar signé le 1er juillet 1890 entre l'Empire allemand et le Royaume-Uni. Ce traité permet à la colonie allemande du Sud-Ouest africain d'accéder au fleuve Zambèze et donc au reste de l'Afrique australe ainsi qu'à l'océan Indien ; mais il s'avéra qu’il existe une portion non navigable au niveau des chutes Victoria,. À l'époque coloniale, le contrôle des voies d'eau avait une grande importance stratégique car les colonisateurs espéraient pouvoir les utiliser dans les relations commerciales futures.
À partir de 1972, la bande de Caprivi est incluse dans le bantoustan du Kavangoland et, en 1990, elle est divisée entre les nouvelles régions namibiennes de Kavango et de Zambezi.
Pendant la guerre du bush rhodésien (1970-1979) et les opérations du Congrès national africain contre le gouvernement de l'apartheid en Afrique du Sud (1965-1994), la bande de Caprivi est utilisée comme lieu de transit entre plusieurs territoires pour différents groupes armés.
En 1997 et 1998, un différend surgit entre la Namibie et le Botswana sur la gestion de l'eau dans une région qui souffre d'une forte désertification.

## Importance stratégique
Le secteur est riche en minerai, en végétation et est lieu de séjour d'une faune nombreuse et variée.
L'accès au Zambèze donne un potentiel pour l'ouverture de routes commerciales vers le centre et l'Est de l'Afrique australe. Ainsi, en 2004 a été inauguré le pont Katima Mulilo, un ouvrage d'art de 900 m sur le fleuve reliant Katima Mulilo à Sesheke en Zambie, permettant à la route Trans-Caprivi Highway de connecter le port en eau profonde de Walvis Bay sur la côte de Namibie à la capitale zambienne Lusaka et au delà à différentes régions enclavées (Malawi, Katanga…).

## Langues
Les habitants de la bande de Caprivi parlent de nombreuses langues africaines : la plupart d'entre eux parlent le hukwe, une langue bantoue.
Vu la proximité avec l'Angola, pays frontalier lusophone tout proche, le portugais est une langue parlée et comprise par au moins 30 % de la population. L'anglais, ayant le statut de langue officielle en Namibie, est enseigné dans les écoles, collèges, lycées du territoire ainsi que dans l'administration. L'allemand reste une langue régionale. Il n'y a pas d'université dans le territoire de la bande de Caprivi.